# 竹垣直温
竹垣 直温（たけがき なおひろ/なおあつ、寛保元年12月26日（1742年2月1日）－文化11年11月8日（1814年12月19日））は、江戸時代後期の江戸幕府代官。使番丹羽長利の三男で代官竹垣直照の養子。通称は登、三右衛門。生年については元文3年（1738年）説もある。

## 生涯
明和4年（1767年）に竹垣家の養子に入り、天明6年（1786年）に養父の隠居により家督を継ぐ。同年越後国頸城郡の川浦代官（新潟県上越市）となり、5万石を支配した。支配地の年貢納入の実績が良く、安定した支配を行ったことが評価され、3年後には播磨国・摂津国・河内国の7万4千石の代官となり、更に摂津・河内堤奉行、廻船方加役御用掛、大坂御蔵取締方掛御用を兼務した。ところが、寛政3年（1791年）に部下の問題に関する監督不行届によって謹慎を命じられてしまう。間もなく罪を許されて寛政5年（1793年）より改めて関東郡代付として下野国・常陸国・下総国・上総国・安房国の6万石を支配した。
度重なる天災に見舞われた北関東農村部では疲弊が激しく、人口の流出が続いていた。そこで寛政9年（1797年）、下野国芳賀郡と常陸国筑波郡にそれぞれ真岡陣屋（栃木県真岡市）と上郷陣屋（茨城県つくば市）を設置、竹垣自身が半月ごとに陣屋を往復して民政の刷新を図った。彼は人口と耕地の回復を重視して間引きを禁じる代わりに小児養育金を支給し、入百姓の導入、作付奨励、奉公人の引戻し、肥料購入の支援などの勧農策を採った。更に旧支配地の越後に住む貧しい浄土真宗門徒を夫食・農具・諸道具付きで呼び寄せて開墾をさせ、寛政6年（1794年）から竹垣没後の文化13年（1816年）までに約300戸が越後から定住した（関東・東北の真宗移民）。その功績が認められ、文化4年（1807年）には布衣着用が許され、支配地は武蔵国を加えた6ヶ国8万4千石（他に預地3万5千石）に広がった。
文化11年（1814年）5月4日、高齢を理由に致仕して22年間の関東郡代付代官生活に幕を閉じた。そのわずか半年後に74歳で没した。墓は清岸院にあることになっているが、関東大震災後に寺地を移転しているため、墓石などは失われている。徳政碑が真岡市海潮寺とつくば市金村別雷神社にそれぞれ建てられている。
大正4年（1915年）、正五位を追贈された。